# Luke Goss
Luke Damon Goss (Londra, 29 settembre 1968) è un attore e batterista britannico.
Insieme al fratello gemello Matt e a Craig Logan, fece parte del gruppo musicale dei Bros.
Come attore ha raggiunto fama mondiale per i suoi ruoli del villain Jared Nomak in Blade II e dello spietato principe Nuada in Hellboy: The Golden Army.

## Filmografia

### Cinema
- Blade II, regia di Guillermo del Toro (2002)
- Time X - Fuori tempo massimo (ZigZag), regia di David S. Goyer (2002)
- Silver Hawk, regia di Jingle Ma (2004)
- The Man - La talpa (The Man), regia di Les Mayfield (2005)
- Una notte con il re (One Night with the King), regia di Michael O. Sajbel (2006)
- Mercenary for Justice, regia di Don E. FauntLeRoy (2006)
- Unearthed, regia di Matthew Leutwyler (2007)
- Bone Dry - Segreto letale (Bone Dry), regia di Brett A. Hart (2007)
- Shanghai Baby, regia di Berengar Pfahl (2007)
- Deep Winter, regia di Mikey Hilb (2008)
- Hellboy - The Golden Army (Hellboy II: The Golden Army), regia di Guillermo del Toro (2008)
- Tekken, regia di Dwight H. Little (2010) – Steve Fox
- Witchville, regia di Pearry Reginald Teo (2010)
- Across the Line, regia di R. Ellis Frazier (2010)
- Blood Out, regia di Jason Hewitt (2011)
- Death Race 2, regia di Roel Reiné (2011)
- Pressed - Soldi pericolosi (Pressed), regia di Justin Donnelly (2011)
- Death Race 3: Inferno, regia di Roel Reiné (2012)
- Interview with a Hitman, regia di Perry Bhandal (2012)
- Dead Drop, regia di R. Ellis Frazier (2013)
- April Rain - Pioggia di proiettili (April Rain), regia di Luciano Saber (2014)
- Awol72 - Il disertore, regia di Christian Sesma (2015)
- The Night Crew, regia di Christian Sesma (2015)
- Codice d'emergenza (Operator), regia di Brother Olson (2015)
- Killing Salazar, regia di Keoni Waxman (2015)
- Crossing Point - I signori della droga, regia di Daniel Zirilli (2016)
- Vendetta personale (Your Move), regia di Luke Goss (2017)
- Traffik - In trappola (Traffik), regia di Deon Taylor (2018)
- The Last Boy, regia di Perry Bhandal (2019)

### Televisione
- Frankenstein, regia di Kevin Connor – miniserie TV (2004)
- Armageddon - Incubo finale, regia di Nick Lyon – film TV (2009)
- Fringe – serie TV, episodio 2x01 (2009)
- El Dorado - La città perduta (El Dorado) - miniserie TV, puntate 01-02 (2010)
- Red Widow – serie TV, 8 episodi (2013)

## Doppiatori italiani
Nelle versioni in italiano delle opere in cui ha recitato, Luke Goss è stato doppiato da:
- Alberto Bognanni in Pressed, War Pigs
- Francesco Prando in Hellboy II, The Night Crew
- Nino Prester in Blade II
- Maurizio Fiorentini in Fringe
- Roberto Certomà in Silver Hawk
- Alessio Cigliano in Death Race 2
- Angelo Maggi in Death Race 3: Inferno
- Luca Ward in Frankenstein
- Guido Di Naccio in Awol 72 - Il disertore
- Franco Mannella in Tekken